# 恩洞湖
恩洞湖（ロシア語: Озеро Изменчивое、おんどうこ）は、樺太南部にある湖。

## 地理
- 樺太大泊郡富内村に位置する海跡湖で、オホーツク海に面する。
- 南岸は富内村中心部であり、更に南には富内湖があった。